# Campeonato Europeo de Piragüismo en Eslalon de 1996
El I Campeonato Europeo de Piragüismo en Eslalon se celebró en Augsburgo (Alemania) en 1996 bajo la organización de la Asociación Europea de Piragüismo (ECA) y la Federación Alemana de Piragüismo.
Las competiciones se desarrollaron en el canal de piragüismo en eslalon Eiskanal adyacente al río Lech, al sudeste de la ciudad bávara.

## Medallistas

### Masculino
| Evento         | Oro | Plata | Bronce |
| -------------- | --- | --- | --- |
| K1 individual  | Ian Wiley Irlanda 111,46 pts.                                                                                         | Miroslav Stanovský · Eslovaquia · 116,45 pts.                                                                                               | Jochen Lettmann · Alemania · 117,56 pts.                                                                  |
| C1 individual  | Simon Hočevar Eslovenia 119,40                                                                                        | Sören Kaufmann · Alemania · 122,06 | Martin Lang · Alemania · 122,36                                                                           |
| C2 individual  | Peter Matti · Ueli Matti · Suiza · 129,85                                                                             | Miroslav Šimek · Jiří Rohan · República Checa · 133,42                                                                                      | Michał Staniszewski · Krzysztof Kołomański · Polonia · 135,55                                             |
| K1 por equipos | Jochen Lettmann · Thomas Becker · Thomas Schmidt · Alemania · 131,51                                                  | Miha Štricelj Andraž Vehovar Jure Pellegrini Eslovenia 134,84                                                                               | Günter Martinsich · Manuel Köhler · Helmut Oblinger · Austria · 136,29                                    |
| C1 por equipos | Sören Kaufmann · Martin Lang · Vitus Husek · Alemania · 143,44                                                        | Pavel Janda · David Jančar · Lukáš Pollert · República Checa · 162,18                                                                       | Dejan Stevanovič Simon Hočevar Sebastjan Linke Eslovenia 165,00                                           |
| C2 por equipos | Alemania · André Ehrenberg / Michael Senft · Rüdiger Hübbers / Udo Raumann · Manfred Berro / Michael Trummer · 168,27 | Polonia · Jarosław Nawrocki / Konrad Korzeniewski · Andrzej Wójs / Sławomir Mordarski · Krzysztof Kołomański / Michał Staniszewski · 177,02 | Eslovaquia · Ľuboš Šoška / Peter Šoška · Milan Kubáň / Marián Olejník · Roman Štrba / Roman Vajs · 177,96 |

### Femenino
| Evento         | Oro                                                                                 | Plata                                                                        | Bronce                                                                            |
| -------------- | ----------------------------------------------------------------------------------- | ---------------------------------------------------------------------------- | --------------------------------------------------------------------------------- |
| K1 individual  | Marcela Sadilová · República Checa · 131,22 pts.                                    | Štěpánka Hilgertová · República Checa · 133,81 pts.                          | Elena Kaliská · Eslovaquia · 135,89 pts.                                          |
| K1 por equipos | Štěpánka Hilgertová · Marcela Sadilová · Irena Pavelková · República Checa · 156,10 | Kordula Striepecke · Elisabeth Micheler-Jones · Evi Huss · Alemania · 174,09 | Maria Cristina Giai Pron · Barbara Nadalin · Lorenza Lazzarotto · Italia · 178,26 |

## Medallero
| Núm. | País            | Oro | Plata | Bronce | Total |
| ---- | --------------- | --- | ----- | ------ | ----- |
| 1    | Alemania        | 3   | 2     | 2      | 7     |
| 2    | República Checa | 2   | 3     | 0      | 5     |
| 3    | Eslovenia       | 1   | 1     | 1      | 3     |
| 4    | Irlanda         | 1   | 0     | 0      | 1     |
| 4    | Suiza           | 1   | 0     | 0      | 1     |
| 6    | Eslovaquia      | 0   | 1     | 2      | 3     |
| 7    | Polonia         | 0   | 1     | 1      | 2     |
| 8    | Austria         | 0   | 0     | 1      | 1     |
| 8    | Italia          | 0   | 0     | 1      | 1     |
|      | TOTAL           | 8   | 8     | 8      | 24    |